# 永遠/UNIVERSE feat.Crystal Kay & VERBAL (m-flo)/Believe in LOVE feat.BoA (Acoustic Version)
「永遠／UNIVERSE feat. Crystal Kay & VERBAL（m-flo）／Believe in LOVE feat. BoA（Acoustic Version）」は、BoAの28枚目のシングル。

## 解説
- 「Vivid」に引き続き、2作連続のトリプルA面シングル。「CDのみ」と「CD＋DVD」の2形態で発売。
- 「Vivid」以来、8か月ぶりとなるシングルであり、公式サイトでは「SPECIAL SINGLE」とされている。
- 初回盤には限定特典として、BoAのヒット曲の数々をノンストップでリミックスした「BEST HIT MEGA BLEND」を収録。DVDにも同音源と、ミュージックビデオを使用した映像のREMIX「BEST HIT MEGA BLEND 〜VISUAL REMIX〜」を収録。

## 収録曲

### CD
1. 永遠
(作詞：Narumi Yamamoto / 作曲・編曲：Daisuke "D.I" Imai)
2. UNIVERSE feat. Crystal Kay & VERBAL(m-flo)
(作詞・作曲：Christian Karlsson, Pantus Winnberg, Henrik Jonback, SoShy, Magnus Wallbert, Balewa Mohammand / 日本語詞：KOMU / Rap詞：VERBAL)
3. Believe in LOVE feat. BoA（Acoustic Version）
(作詞：EMI K. Lynn / 作曲・編曲：ravex)
  - 同時発売となるエイベックス20周年を記念して結成された、大沢伸一、田中知之（Fantastic Plastic Machine）、☆Taku Takahashiの3人のプロデューサーによるドリームチームravexのシングル「Believe in LOVE feat. BoA」のアコースティックバージョン。
4. BEST HIT MEGA BLEND（初回盤にのみ収録）
  - 「Sweet Impact」〜「抱きしめる」〜「Winter Love」〜「永遠」〜「LOVE LETTER」〜「七色の明日 〜brand new beat〜」〜「DO THE MOTION」〜「永遠」のリミックスメドレーとなっている
5. 永遠 (Instrumental)
6. UNIVERSE feat. Crystal Kay & VERBAL（m-flo）(Instrumental)

### CD-EXTRA
1. Introduction of "BEST&USA"
  - 「CDのみ」のみ収録（「CD+DVD」未収録）

### DVD
1. 永遠 (Music Video)
2. Introduction of "BEST&USA"
3. BEST HIT MEGA BLEND 〜VISUAL REMIX〜（初回盤のみ）

## タイアップ
永遠
- 日本テレビ系『スッキリ!!』2月エンディングテーマ
- エムティーアイ「music.jp」CMソング